# Anauro
Anaurus también es un género de arañas saltarinas.
El río Anauro (en en griego antiguo: Ἄναυρος, Ánauros; en latín: Anaurus) es un torrente de la región tesalia de Magnesia, cercano a la antigua ciudad de Yolco (la actual Volos), que fluye desde el Monte Pelión hacia el Golfo Pagasético.
Se decía que el héroe Jasón había perdido una sandalia en sus aguas, mientras transportaba a la diosa Hera disfrazada a través del torrente. 